# Joan Juncosa Morlans
Joan Juncosa Morlans (Vilanova i la Geltrú, 21 de juny de 1848 - 22 d'abril de 1916) fou un pintor vilanoví.

## Biografia
El pintor vilanoví Joan Juncosa i Morlans estava especialitzat en la temàtica dels retrats i caps d'estudi. Va ser considerat bon retratista a Barcelona i algunes de les seves obres van ser reproduïdes a revistes d'art. Tot i així, s'ha dit que a causa del seu caràcter no aconseguí l'èxit que mereixia. També es dedicà a la decoració mural i a l'escenografia. El 1882 participà en l'Exposició Regional celebrada a Vilanova. El 1883 pintà la decoració interior de l'església de Sant Antoni Abat.
El desembre de 1916 s'organitzà una exposició de la seva obra al Centre Artístic de Barcelona, amb l'objectiu de cedir l'import aconseguit amb la venda de l'obra anava destinada a la vídua de Juncosa. A Vilanova s'organitzà una subscripció per adquirir una obra de l'exposició i cedir-la a la Biblioteca Museu Víctor Balaguer; aquesta obra fou representativa de l'artista i porta el títol Llibrets i mistos.